# هنگ کنگ ۹۷ (بازی ویدئویی)
هنگ کنگ ۹۷ یک بازی ویدئویی بدون مجوز توسعه‌یافته و منتشر شده توسط هپی‌سافت در سبک شوت ام آپ می‌باشد که در سال ۱۹۹۵ در ژاپن منتشر و به‌عنوان فلاپی‌دیسک فروخته شد. هنگ کنگ ۹۷ توسط روزنامه‌نگار ژاپنی بازی‌های ویدئویی، کاولون کوروساوا طراحی شده و ایشان دربارهٔ این بازی گفته هنگ کنگ ۹۷ طنزی از صنعت بازی‌های ویدئویی می‌باشد و این بازی را با کمک دوستش در هفت روز ساخته‌است.